# Thanatophilus dispar
Thanatophilus dispar är en skalbaggsart som först beskrevs av Herbst 1793.  Thanatophilus dispar ingår i släktet Thanatophilus, och familjen asbaggar. Enligt den svenska rödlistan är arten nära hotad i Sverige. Arten förekommer i Götaland, Gotland och Öland. Arten har tidigare förekommit i Svealand, Nedre Norrland och Övre Norrland men är numera lokalt utdöd. Artens livsmiljö är jordbrukslandskap, havsstränder.